# Ferdinand Hahn (Theologe)
Ferdinand Hahn (* 18. Januar 1926 in Kaiserslautern; † 28. Juli 2015 in Holzkirchen) war ein deutscher evangelischer Theologe, Hochschullehrer für Neues Testament und Autor theologischer Fachliteratur zum Neuen Testament.

## Leben
Hahn besuchte von 1936 bis 1944 die Oberschule in Kaiserslautern und leistete dann bis Ende des Zweiten Weltkriegs noch seinen Militärdienst ab, bevor er von 1945 bis 1947 in US-amerikanische und französische Kriegsgefangenschaft geriet.
Von 1947 bis 1953 studierte er evangelische Theologie an der Johannes Gutenberg-Universität Mainz, an der Georg-August-Universität Göttingen und an der Ruprecht-Karls-Universität Heidelberg. Von 1954 bis 1956 befand er sich im kirchlichen Dienst der Pfälzischen Landeskirche in Konken und in Ebertsheim.
Im Anschluss war er als wissenschaftlicher Assistent bei Günther Bornkamm in Heidelberg tätig und wurde 1961 zum Dr. theol. promoviert. Seine Dissertation Christologische Hoheitstitel wurde gedruckt und erlebte mehrere Auflagen. 1963 habilitierte er sich für das Fach Neues Testament und war dann in Heidelberg als Privatdozent tätig. Nach einer Lehrstuhlvertretung an der Georg-August-Universität Göttingen bis 1964 war er von 1964 bis 1968 auf den Lehrstuhl für Neues Testament an der Christian-Albrechts-Universität zu Kiel berufen. Danach lehrte er, wiederum als ordentlicher Professor für Neues Testament, von 1968 bis 1976 an der Johannes Gutenberg-Universität Mainz und von 1976 bis zu seiner Emeritierung 1994 an der Ludwig-Maximilians-Universität München. Zuletzt war er von 1998 bis 2001 Dozent am Theologischen Institut der lutherischen Kirche der Siebenbürger Sachsen in Hermannstadt, Rumänien. Nach Jahrzehnten des Forschens und Zusammentragens erschienen in den Jahren 2003 und 2006 sein Lebenswerk Theologie des Neuen Testaments und Studien zum Neuen Testament.
Von 1968 bis 1988 war Hahn Vorsitzender der Deutschen Ostasienmission (DOAM), und danach Ehrenvorsitzender der Gesellschaft. Er war Mitglied im wissenschaftlichen Beirat der Hermann Kunst-Stiftung zur Förderung der neutestamentlichen Textforschung.
Hahn lebte bis 2014 in Iffeldorf und zuletzt in Holzkirchen. Nach seinem Tod hinterließ er Frau und Kinder. Der Trauergottesdienst fand in der neuen Segenskirche in Holzkirchen statt.

## Schriften (Auswahl)
- Christologische Hoheitstitel. Göttingen 1963.
- Das Verständnis der Mission im Neuen Testament. Neukirchen 1963.
- Der Prozeß Jesu nach dem Johannes-Evangelium – Evangelisch-katholischer Kommentar zum Neuen Testament. Zürich 1970.
- Der urchristliche Gottesdienst. 1970.
- Mainzer Predigten. 1972.
- Methodologische Überlegungen zur Rückfrage nach Jesus. 1974.
- Kirchliches Amt und ökumenisches Verständnis. 1975.
- als Hrsg. (1976–1997): Kritisch-exegetischer Kommentar über das Neue Testament.
- als Mitherausgeber: Reihe Wissenschaftliche Monographien zum Alten und Neuen Testament.Neukirchener Verlag, Neukirchen-Vluyn.
- als Mitherausgeber: Reihe Biblisch-theologische Studien. Neukirchener Verlag, Neukirchen-Vluyn.
- Einheit der Kirche und Kirchengemeinschaft in neutestamentlicher Sicht. 1979.
- Exegetische Beiträge zum ökumenischen Gespräch. Göttingen 1986.
- Die Verwurzelung des Christentums im Judentum. Neukirchen 1996.
- Theologie des Neuen Testaments. 2003.
  - Band 1: Die Vielfalt des Neuen Testaments – Theologiegeschichte des Urchristentums.
  - Band 2: Die Einheit des Neuen Testaments.
- Studien zum Neuen Testament. Tübingen 2006.
  - Band 1: Grundfragen, Jesusforschung, Evangelien.
  - Band 2: Bekenntnisbildung und Theologie in urchristlicher Zeit.

## Auszeichnungen
- 2003: Eugen-Biser-Preis für sein zweibändiges Werk Theologie des Neuen Testaments